# Tvåkällshypotesen
Tvåkällshypotesen är inom bibelforskningen en hypotes om tillkomstsammanhang mellan de tre synoptiska evangelierna, Matteusevangeliet, Markusevangeliet och Lukasevangeliet. Enligt hypotesen skall författarna till Matteus- och Lukasevangeliet ha haft tillgång till och använt Markusevangeliet och en andra, hypotetisk källa, som brukar kallas Q-källan (av tyskans Quelle - källa). Markusevangeliet är således det äldsta, medan Matteusevangeliet och Lukasevangeliet förutom material från Markusevangeliet även innehåller gemensamma inslag från Q, som är en samling spridda Jesusord, samt eget så kallat särstoff som är unikt för respektive återgivning.
Tvåkällshypotesen är idag den ledande teorin om de synoptiska evangeliernas uppkomst. Detta betyder inte att teorin undgått kritik. Det viktigaste argumentet mot tvåkällshypotesen är de så kallade "minor agreements", små spridda men ofta ordagranna överensstämmelser mellan de delar av Matteusevangeliet och Lukasevangeliet som inte härrör från Q eller Markusevangeliet.
Som möjligt indicium på tvåkällshypotesens riktighet, framhålls ibland  Tomasevangeliet, såsom varande en sen version av Q. Det måste då framhållas att Q = Thomas är en speciell version av tvåkällhypotesen.